# Rivea
Genre
Rivea est un genre de plantes à fleurs dicotylédones de la famille des Convolvulaceae, tribu des Ipomoeeae, originaire des régions tropicales d'Asie du Sud, qui comprend 3 espèces acceptées. L'espèce-type est Rivea hypocrateriformis (Desr.) Choisy.

## Étymologie
Le nom générique, « Rivea », serait soit dérivé du terme latin rivus, ruisseau, soit plus vraisemblablement un hommage au médecin suisse, Auguste de la Rive (collègue de Choisy).

## Distribution
L'aire de répartition du genre Rivea s'étend depuis le sous-continent indien jusqu'à la péninsule indochinoise. Cette aire englobe les pays et régions suivants : Inde, Assam, Pakistan, Bangladesh, Népal, Sri Lanka, Laos,  Birmanie  et Thaïlande.

## Liste d'espèces
Selon World Checklist of Selected Plant Families (WCSP) (4 novembre 2019) :
- Rivea hypocrateriformis (Desr.) Choisy (1833 publ. 1834)
- Rivea ornata (Roxb.) Choisy (1833 publ. 1834)
- Rivea wightiana R.R.Mill (1996)